# Глибинна бомба

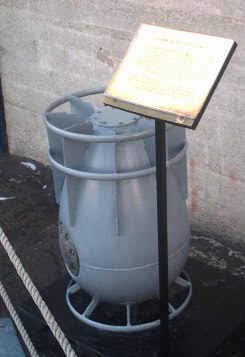
Американська глибинна бомба часів другої світової війни Mark IX

Глиби́нна бо́мба — один з видів зброї ВМФ, призначений для боротьби з підводними човнами, які знаходяться під водою.
Глибинна бомба — снаряд з сильною вибуховою речовиною або атомним зарядом, укладеним в металевий корпус циліндричної, сферо-циліндричної, краплеподібної або іншої форми. Вибух глибинної бомби руйнує корпус підводного човна і призводить до його загибелі або пошкодження. Вибух викликається детонатором, який може спрацьовувати при ударі бомби об корпус підводного човна на заданій глибині або при проходженні бомби на відстані від підводного човна, що не перевищує радіуса дії неконтактного детонатора. Стійке положення глибинної бомби сферо-циліндричної і краплеподібної форми при русі на траєкторії надається хвостовим оперенням — стабілізатором. Поділяються на авіаційні і корабельні — останні застосовуються пуском реактивних глибинних бомб з пускових установок, вистрілювання з одноствольних або багатоствольних бомбометів і скиданням кормовим бомбоскидачем. Вперше глибинні бомби знайшли широке застосування в 1-й світовій війні 1914—1918 рр. і залишалися найважливішим видом протичовнового озброєння в 2-й світовій війні 1939—1945 рр.

## Принцип дії
Заснований на принципі практичної нестисливості води. Вибух бомби руйнує чи пошкоджує корпус підводного човна на глибині.
Детонатор спрацьовує при ударі об корпус човна, на певній глибині або при проходженні поруч із корпусом.
Глибинні бомби можуть скидатися з літальних апаратів (літаки, вертольоти), вистрілюватися з борту кораблів, або доставлятися до місця виявлення підводного човна з допомогою ракет.